# Aaltjesdagen
Aaltjesdagen is een jaarlijks, meerdaags festival in de Nederlandse stad Harderwijk, dat in het tweede weekend van juni plaatsvindt. Het zwaartepunt ligt op de zaterdag, dat is van oudsher Aaltjesdag. De naam verwijst niet naar paling, maar naar Aaltje, de beschermvrouwe van de Harderwijkse vissers. Het festival duurt anno 2022 drie dagen en trekt ongeveer 50.000 bezoekers.

## Geschiedenis
Het tweede weekend van juni wordt Harderwijk sinds 1983 ingericht als 'Aaltjesdorp'. De boulevard was toen vernieuwd en de gemeente Harderwijk vond dat dit gevierd moest worden. Het is sindsdien de opening van het toeristenseizoen. Voor de naam had men in eerste instantie Boulevarddag bedacht. Maar omdat ook de binnenstad en de middenstand erbij betrokken zouden worden, werd de naam Aaltjesdag gekozen. Het beeldmerk van Aaltjesdagen laat een vrouwenhoofd zien. Ieder jaar wordt een Aaltjespenning uitgereikt aan iemand die veel voor de bevordering van het lokale toerisme doet. Een miss Aaltje wordt sinds 2014 gekozen, het is een jaar lang het gezicht van toeristisch Harderwijk. Aaltjesdagen is het langstlopende jaarlijks terugkerende festival van de Veluwe.

## Activiteiten
Er zijn activiteiten en bezigheden voor iedereen, waaronder livemuziek, workshops, demonstraties, een braderie, een speedbootrace en andere attracties.